# Max Jüttner
Max Jüttner, född 11 januari 1888 i Saalfeld, död 14 augusti 1963 i München, var en tysk SA-Obergruppenführer och riksdagsledamot. Max Jüttner var äldre bror till Hans Jüttner.

## Biografi
Jüttner stred i första världskriget och var vid dess slut generalstabsofficer vid 119:e infanteridivisionen. År 1919 blev han medlem av Stahlhelm och blev fyra år senare dess lokala ledare i Halle.
I november 1933 inträdde Jüttner i Sturmabteilung (SA) och utsågs kort efter de långa knivarnas natt året därpå till chef för SA:s ledningskontor, Leiter des Führungshauptamts der Obersten SA-Führung (OSAF). När SA:s stabschef Viktor Lutze 1943 omkom i en bilolycka, övertog Jüttner som tillförordnad dennes post, innan Wilhelm Schepmann efterträdde Lutze som ordinarie chef.